# Yoan Pivaty
Yoan Pivaty (Montreuil, 29 gennaio 1990) è un ex calciatore francese, di ruolo centrocampista.

## Statistiche

### Cronologia presenze e reti in nazionale
| Cronologia completa delle presenze e delle reti in nazionale ― Martinica | Cronologia completa delle presenze e delle reti in nazionale ― Martinica | Cronologia completa delle presenze e delle reti in nazionale ― Martinica | Cronologia completa delle presenze e delle reti in nazionale ― Martinica | Cronologia completa delle presenze e delle reti in nazionale ― Martinica | Cronologia completa delle presenze e delle reti in nazionale ― Martinica | Cronologia completa delle presenze e delle reti in nazionale ― Martinica | Cronologia completa delle presenze e delle reti in nazionale ― Martinica |
| Data                                                                     | Città                                                                    | In casa                                                                  | Risultato                                                                | Ospiti                                                                   | Competizione                                                             | Reti                                                                     | Note                                                                     |
| ------------------------------------------------------------------------ | ------------------------------------------------------------------------ | ------------------------------------------------------------------------ | ------------------------------------------------------------------------ | ------------------------------------------------------------------------ | ------------------------------------------------------------------------ | ------------------------------------------------------------------------ | ------------------------------------------------------------------------ |
| 23-10-2012                                                               | Les Abymes                                                               | Martinica                                                                | 2 – 1                                                                    | Porto Rico                                                               | Qual. Coppa dei Caraibi 2012                                             | -                                                                        | 75’                                                                      |
| 25-10-2012                                                               | Les Abymes                                                               | Rep. Dominicana                                                          | 1 – 1                                                                    | Martinica                                                                | Qual. Coppa dei Caraibi 2012                                             | -                                                                        | 82’                                                                      |
| 27-10-2012                                                               | Les Abymes                                                               | Guadalupa                                                                | 3 – 3                                                                    | Martinica                                                                | Qual. Coppa dei Caraibi 2012                                             | -                                                                        |                                                                          |
| 8-10-2014                                                                | Les Abymes                                                               | Martinica                                                                | 1 – 1                                                                    | Curaçao                                                                  | Qual. Coppa dei Caraibi 2014                                             | -                                                                        | 58’                                                                      |
| Totale                                                                   |                                                                          | Presenze                                                                 | 4                                                                        |                                                                          | Reti                                                                     | 0                                                                        |                                                                          |